# مملكة كمبوديا (1953-1970)
مملكة كمبوديا (بالخميرية:ព្រះរាជាណាចក្រកម្ពុជា) ، هي مملكة ملكية دستورية أعلنت أستقلالها عام 1953م ، وتعرضت للسقوط على يد الشيوعيين عام 1970م.